# Maksim Opalev
Maksim Opalev (Volgograd, 4 april 1979) is een Russisch kanovaarder.
Opalev won tijdens de Olympische Spelen in C-1 500 meter medailles in alle drie de kleuren.

## Belangrijkste resultaten

### Olympische Zomerspelen
| Editie | Plaats | Resultaten            |
| ------ | ------ | --------------------- |
| 2000   | Sydney | C-1 500m 6e C-1 1000m |
| 2004   | Athene | C-1 500m              |
| 2008   | Peking | C-1 500m              |

### Wereldkampioenschappen vlakwater
| Jaar | Plaats      | Resultaten                                     |
| ---- | ----------- | ---------------------------------------------- |
| 1997 | Dartmouth   | C-4 1000 m                                     |
| 1998 | Szeged      | C-1 500 m                                      |
| 1999 | Milaan      | C-1 200 m · C-1 500 m · C-1 1000 m             |
| 2001 | Poznań      | C-1 500 m · C-1 200 m · C-4 200 m              |
| 2002 | Sevilla     | C-1 200 m · C-1 500 m · C-4 200 m · C-1 1000 m |
| 2003 | Gainesville | C-1 200 m · C-1 500 m · C-1 C-1 1000 m         |
| 2005 | Zagreb      | C-4 200 m · C-1 200 m · C-1 500 m              |
| 2006 | Szeged      | C-1 500 m                                      |
| 2007 | Duisburg    | C-1 200 m                                      |

1976: Aleksandr Rogov ·
1980: Sergej Postrechin ·
1984: Larry Cain ·
1988: Olaf Heukrodt ·
1992: Nikolai Boechalov ·
1996: Martin Doktor ·
2000: György Kolonics ·
2004: Andreas Dittmer ·
2008: Maksim Opalev